# Opération Christmas Drop

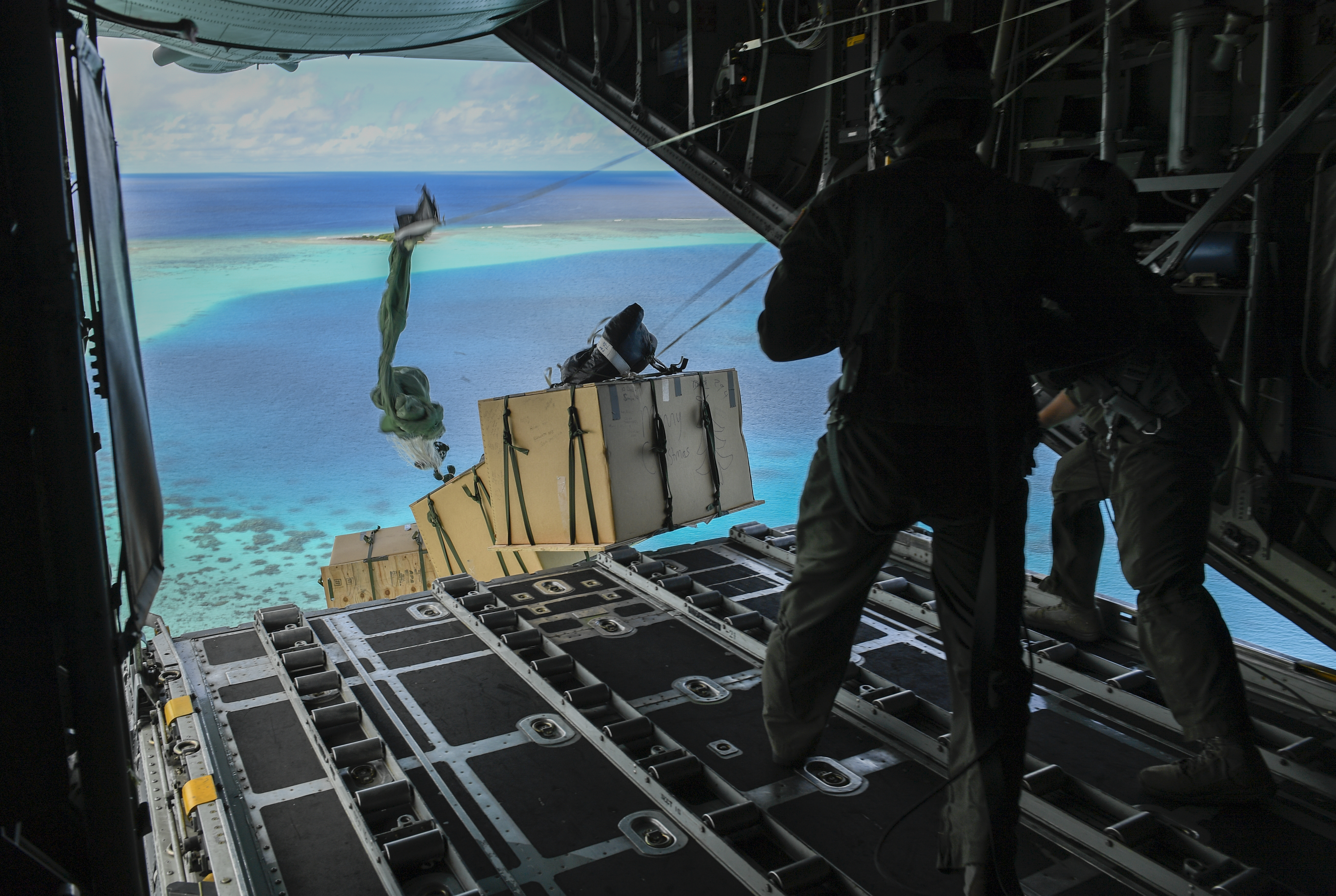
Larguage des colis de l'opération Christmas Drop.

L'opération Christmas Drop est une opération humanitaire réalisée chaque année à Noël depuis 1952 par la United States Air Force en Micronésie et supportée par les communautés locales de Guam. Devenue une tradition, c'est la plus ancienne mission du département de la Défense des États-Unis encore en activité, et le plus long transport aérien humanitaire au monde. L'opération est menée au départ des bases aériennes d'Andersen et de Yokota.

## Dans la culture
En 2020, Netflix sort une comédie romantique, fiction qui a pour cadre l'opération Christmas Drop. Sorti en anglais sous le titre Operation Christmas Drop, le film est titré en français Un Noël tombé du ciel.